# Municipio de Kniest
El municipio de Kniest (en inglés: Kniest Township) es un municipio ubicado en el condado de Carroll en el estado estadounidense de Iowa. En el año 2010 tenía una población de 406 habitantes y una densidad poblacional de 4,4 personas por km².

## Geografía
El municipio de Kniest se encuentra ubicado en las coordenadas 42°10′0″N 94°54′48″O / 42.16667, -94.91333. Según la Oficina del Censo de los Estados Unidos, el municipio tiene una superficie total de 92.37 km², de la cual 92,36 km² corresponden a tierra firme y (0,01 %) 0,01 km² es agua.

## Demografía
Según el censo de 2010, había 406 personas residiendo en el municipio de Kniest. La densidad de población era de 4,4 hab./km². De los 406 habitantes, el municipio de Kniest estaba compuesto por el 99,26 % blancos, el 0,25 % eran asiáticos y el 0,49 % eran de una mezcla de razas. Del total de la población el 0,25 % eran hispanos o latinos de cualquier raza.